# ITF Amstelveen
Das ITF Amstelveen ist ein Tennisturnier der ITF Women’s World Tennis Tour, das in Amstelveen, Niederlande, auf Sandplatz ausgetragen wird. Veranstaltungsort des Turniers ist der NTC de Kegel Amstelveen.

## Geschichte
Offizielle Namen der Turniere bis heute:
- 2013–2014: Amstelveen Future Tournament
- 2015–2018: Amstelveen Future
- 2021–: Amstelveen Women’s Open

## Siegerliste

### Einzel
| Jahr | Kategorie:        | Siegerin            | Finalgegnerin     | Ergebnis          |
| ---- | ----------------- | ------------------- | ----------------- | ----------------- |
| 2013 | $10.000           | Ysaline Bonaventure | Cindy Burger      | 6:4, 6:2          |
| 2014 | $10.000           | Quirine Lemoine     | Bernarda Pera     | 2:6, 6:4, 6:2     |
| 2015 | $10.000           | Bibiane Schoofs     | Karen Barbat      | 6:4, 3:6, 6:1     |
| 2016 | $10.000           | Bibiane Schoofs     | Arianne Hartono   | 6:74, 6:4, 6:3    |
| 2017 | $15.000           | Lisa Matviyenko     | Ana Sofía Sánchez | 7:65, 6:2         |
| 2018 | $15.000           | Julia Rosenqvist    | Ida Jarlskog      | 4:6, 6:0, 6:3     |
| 2019 | nicht ausgetragen | nicht ausgetragen   | nicht ausgetragen | nicht ausgetragen |
| 2020 | abgesagt          | abgesagt            | abgesagt          | abgesagt          |
| 2021 | W60               | Quirine Lemoine     | Yana Morderger    | 7:5, 6:4          |
| 2022 | W60               | Simona Waltert      | Emma Navarro      | 7:610, 6:0        |
| 2023 | W60               | Kaia Kanepi         | Lola Radivojević  | 6:2, 7:65         |

### Doppel
| Jahr | Kategorie         | Siegerinnen                            | Finalgegnerinnen                    | Ergebnis          |
| ---- | ----------------- | -------------------------------------- | ----------------------------------- | ----------------- |
| 2013 | $10.000           | Tereza Malíková Alina Wessel           | Valeria Podda Rosalie van der Hoek  | 6:0, 6:3          |
| 2014 | $10.000           | Bernarda Pera Wiktorija Tomowa         | Tatiana Búa Beatriz Haddad Maia     | 6:0, 2:1 aufgg.   |
| 2015 | $10.000           | Rosalie van der Hoek Janneke Wikkerink | Tina Tehrani Mandy Wagemaker        | 6:2, 6:1          |
| 2016 | $10.000           | Frances Altick Astra Sharma            | Erika Vogelsang Mandy Wagemaker     | 6:4, 6:2          |
| 2017 | $15.000           | Dasha Ivanova Rosalie van der Hoek     | Emily Appleton Belinda Woolcock     | 6:4, 6:4          |
| 2018 | $15.000           | Marlies Szupper Eva Vedder             | Emily Appleton Dasha Ivanova        | 6:3, 6:4          |
| 2019 | nicht ausgetragen | nicht ausgetragen                      | nicht ausgetragen                   | nicht ausgetragen |
| 2020 | abgesagt          | abgesagt                               | abgesagt                            | abgesagt          |
| 2021 | W60               | Suzan Lamens Quirine Lemoine           | Amina Anschba Anastasia Dețiuc      | 6:4, 6:3          |
| 2022 | W60               | Aliona Bolsova Guiomar Maristany       | Michaela Bayerlová Aneta Laboutková | 6:2, 6:2          |
| 2023 | W60               | Noma Noha Akugue Marie Weckerle        | Ayla Aksu Ena Kajevic               | 7:5, 6:3          |

## Quelle
- ITF Homepage